# نيك كليمونز
نيك كليمونز (بالإنجليزية: Nick Clemons)‏ هو موسيقي وعازف قيثارة أمريكي، ولد في 25 نوفمبر 1968.